# Lydia Jacoby
Lydia Alice Jacoby (* 29. Februar 2004 in Anchorage, Alaska) ist eine Schwimmerin aus den Vereinigten Staaten. Sie gewann 2021 bei den Olympischen Spielen je eine Gold- und Silbermedaille. Bei Weltmeisterschaften auf der 50-Meter-Bahn erhielt sie bis August 2023 je eine Gold- und Bronzemedaille sowie auf der 25-Meter-Bahn einmal Silber.

## Sportliche Karriere
Bei den US-Trials 2021 schlug Lydia Jacobi über 100 Meter Brust als Zweite hinter Lilly King an und qualifizierte sich damit für die Olympischen Spiele in Tokio. In Tokio wurden die 100 Meter Brust zuerst ausgetragen. Jacoby war im Vorlauf Zweitschnellste hinter der Südafrikanerin Tatjana Schoenmaker. Im Halbfinale schwamm Schoenmaker die Bestzeit vor King und Jacoby. Im Gegensatz zu ihren beiden Hauptkonkurrentinnen erreichte Jacoby ihre schnellste Zeit im Endlauf und siegte mit 0,27 Sekunden vor Schoenmaker und 0,59 Sekunden vor King. In der 4-mal-100-Meter-Mixed-Lagenstaffel schwammen im Vorlauf Regan Smith, Andrew Wilson, Tom Shields und Abbey Weitzeil die zweitbeste Zeit hinter dem britischen Quartett. Im Finale waren Ryan Murphy, Lydia Jacoby, Torri Huske und Caeleb Dressel 0,44 Sekunden schneller als die Vorlaufstaffel und belegten den fünften Platz. Lydia Jacoby war im Finale die einzige Brustschwimmerin, die anderen sieben Staffeln setzten auf dieser Lage einen Mann ein. Auch in der Frauen-Lagenstaffel erreichten Rhyan White, Lilly King, Claire Curzan und Erika Brown den Endlauf mit der zweitschnellsten Vorlaufzeit mit 0,01 Sekunden Rückstand auf Kanada. Im Finale waren Regan Smith, Lydia Jacoby, Torri Huske und Abbey Weitzeil fast dreieinhalb Sekunden schneller als ihre Mannschaftskameradinnen zwei Tage zuvor und erkämpften den zweiten Platz mit 0,13 Sekunden Rückstand auf die Australierinnen und 0,87 Sekunden Vorsprung vor den Kanadierinnen. Alle acht beteiligten Schwimmerinnen aus den Vereinigten Staaten erhielten eine Silbermedaille. Ende 2021 bei den Kurzbahnweltmeisterschaften in Abu Dhabi schied Jacoby über 50 Meter Brust im Semifinale aus und trat über 100 Meter Brust nicht an. Die 4-mal-50-Meter-Lagenstaffel mit Rhyan White, Lydia Jacoby, Claire Curzan und Abbey Weitzeil wurde Zweite hinter den Schwedinnen. Katharine Berkoff, Emily Escobedo und Kate Douglass erhielten für ihren Einsatz im Vorlauf ebenfalls Silber.
2023 bei den Weltmeisterschaften in Fukuoka wurde Jacoby über 100 Meter Brust Dritte hinter der Litauerin Rūta Meilutytė und Tatjana Schoenmaker. Jacoby schlug 0,1 Sekunden nach Schoenmaker an und 0,08 Sekunden vor der viertplatzierten Lilly King. In der 4-mal-100-Meter-Lagenstaffel schwammen im Vorlauf Katharine Berkoff, Lydia Jacobi, Torri Huske und Abbey Weitzeil die zweitschnellste Zeit hinter den Kanadierinnen. Im Finale waren Regan Smith, Lilly King, Gretchen Walsh und Kate Douglass vier Sekunden schneller und siegten vor den Australierinnen. Alle acht beteiligten Schwimmerinnen erhielten eine Goldmedaille.